# Never to Dawn
Never to Dawn är det maltesiska brutal death metal-bandet Beheadeds fjärde studioalbum, utgivet i november 2012 på Unique Leader Records.
Det är bandets första och enda album med gitarristen Robert Agius, som ersatte Chris Mintoff; det sista med originaltrummisen Chris Brincat, samt det första med vokalisten Frank Calleja.

## Låtlista
1. "Elapsed in the Vortex of Extinction" – 5:14
2. "Lament of a Sordid God" – 4:00
3. "Where Hours Etch Their Name" – 5:47
4. "Perished into Inexistence" – 4:18
5. "Never to Dawn" – 5:50
6. "Dead Silence" – 2:38
7. "Towards an Abducted Sun" – 3:00
8. "Descent into Sanguinary Seas" – 5:11
9. "The Ancient Acumen" – 7:38

## Medverkande
Musiker
- Frank Calleja – sång
- Omar Grech – gitarr
- Robert Agius – gitarr
- David Cachia – basgitarr
- Chris Brincat – trummor

Produktion
- David Vella – producent, inspelningstekniker
- Stefano Morabito – inspelningstekniker, mixning, mastering
- Guang Yang – albumkonst
- Frank Hayes – layout